# Eustachius van Lieshout
Blahoslavený Eustachius van Lieshout, SSCC (3. listopadu 1890 – 30. srpna 1943) byl nizozemský římskokatolický duchovní, člen Kongregace svatých Srdcí Ježíše a Marie, působící jako misionář v Brazílii. Katolickou církví je uctíván jako blahoslavený.

## Život

### Začátek života
Narodil se jako Huub van Lieshout 3. listopadu 1890 jako osmý z jedenácti dětí. Od roku 1903 navštěvoval latinskou školu. Silně na něho zapůsobila četba životopisu Damiána de Veuster a v důsledku toho vstoupil v roce 1905 do tzv. malého semináře, vedeného Kongregací Nejsvětějších Srdcí Ježíše a Marie. Do této kongregace poté v roce 1913 vstoupil a přijal řeholní jméno Eustachius.
V roce 1919 dokončil teologická studia a byl vysvěcen na kněze. Poté působil jako asistent novicmistra a poté v pastoraci v jižním Holandsku. Také se staral o uprchlíky z Belgie. Belgický král jeho práci ocenil a udělil mu Leopoldův řád. Dva roky působil jako farní vikář ve farnosti Roelofarendsveen. Roku 1924 byl pak poslán do Španělska, aby se naučil jazyk a připravil se na misijní působení. Původně měl působit v Uruguayi. Nakonec ale byl určen pro práci v Brazílii, takže si musel osvojit i portugalštinu.

### Působení v Brazílii
Eustachius van Lieshout byl poslán do Brazílie spolu se dvěma dalšími kněžími a třemi řeholními bratry-laiky. Dne 12. května 1925 doplul do Ria de Janeira. Byl ustanoven farářem v Agua Suja. V roce 1935 byl přeložen do Poá. Byl však tak oblíben, že jeho odchod z farnosti málem vyvolal lidové povstání. Eustachius přesto představené poslechl a z farnosti odešel. V nové farnosti mimo jiné vystupoval proti lidovému náboženství kandomble. Pečoval o nemocné, žehnal jim na přímluvu sv. Josefa a z Poá udělal postupně lokální poutní místo.
V Poá ovšem toto znamenalo problémy. Do městečka byla špatná doprava, byly zde nedobré hygienické podmínky, policie nezvládala udržovat veřejný pořádek. Poutní areál byl také vyhledáván zloději, kteří okrádali poutníky. Van Lieshoutovi bylo nařízeno opustit farnost. Mělo se za to, že tím problémy skončí. Zástupy poutníků však Van Lieshouta vyhledávali všude, kam přišel. Brazilské úřady mu následně zakázaly působit ve větších lokalitách s tím, že proti jeho osobě nic nemají, ovšem chtějí zabránit srocování lidí a rozruchu. Z Poá definitivně odešel v květnu roku 1941. Jeho odchod se ovšem neobešel bez násilností, protože jeho obdivovatelé se snažili jeho odchodu zabránit a napadli ty, kdo Van Lieshoutovi měli pomoci se stěhováním.
Van Lieshout následně působil v Belo Horizonte, kde během jeho působení byl klid. I zde byl však vyhledáván poutníky. Jejich náboženské potřeby mohl zvládat jen s pomocí kaplana. Na faru bylo možno se dostat pouze s doporučujícím dopisem. Van Lieshout se pastorační péči v této farnosti věnoval s plným nasazením. Zemřel na následky infekce po bodnutí hmyzem 30. srpna 1943. Při ohledání jeho těla byl nalezen kajícnický řetěz, zarostlý do těla, který bylo možno odstranit jen vytrhnutím z tkáně.

## Beatifikace
Papežským reskriptem z 19. prosince 2005 byl uznán zázrak na přímluvu Eustachia van Lieshouta. Blahořečení proběhlo v Belo Horizonte 15. června 2006 na slavnost Těla a Krve Páně. Benedikta XVI. při obřadu zastupoval kardinál José Saraiva Martins, prefekt Kongregace pro blahořečení a svatořečení.